# Allium jodanthum
Allium jodanthum — вид рослин з родини амарилісових (Amaryllidaceae); поширений у Казахстані, Узбекистані, Киргизстані, Таджикистані.

## Опис
Рослина 30—90 см заввишки. Оцвітина пурпурна.
Квітне у травні й червні.

## Поширення
Поширений у Казахстані, Узбекистані, Киргизстані, Таджикистані.